# Hans Wagener
Hans Wagener (Hilversum, 22 mei 1931 – Den Haag, 20 september 2021) was een Nederlands hockeyspeler.

## Loopbaan
Wagener was een zoon van Casper Otto Wagener en Adrienne Meulman. Hij bezocht Het Nieuwe Lyceum te Hilversum. Hij speelde in zijn tophockeycarrière voor Amsterdam H&BC waarmee hij in 1962 landskampioen werd. 
Voor het Nederlands hockeyelftal kwam Wagener uit op de Olympische Zomerspelen 1960. Nederland eindigde hierop als negende. In totaal speelde hij 43 interlands.
Hans Wagener overleed in 2021 op 90-jarige leeftijd.
Wim de Beer · 
Patrick Buteux van der Kamp · 
Carel Dekker · 
Thom van Dijck · 
Jan-Willem van Erven Dorens · 
Frans Fiolet · 
Jan van Gooswilligen · 
Egbert de Graeff · 
Freddie Hooghiemstra · 
Jaap Leemhuis · 
Gerard Overdijkink · 
Gerrit de Ruiter · 
Theo Terlingen · 
Theo van Vroonhoven · 
Hans Wagener · 
Eddie Zwier · 
Coach: Jan Anjema